# Ibrahim Orabi
Ibrahim Orabi (Egipto, 1912) fue un deportista egipcio especialista en lucha grecorromana donde llegó a ser medallista de bronce olímpico en Londres 1948.

## Carrera deportiva
En los Juegos Olímpicos de 1948 celebrados en Londres ganó la medalla de bronce en lucha grecorromana estilo peso ligero-pesado, tras el luchador sueco Karl-Erik Nilsson (oro) y el finlandés Kelpo Gröndahl (plata).